# Moeda de um centavo do real
A moeda de um centavo de real (R$ 0,01) começou a ser emitida em 1994, quando do lançamento do padrão por ocasião do Plano Real, sendo que quatro anos depois, ela foi reestilizada e emitida com coloração diferente da então usada.
No entanto, por conta de seu baixo valor, de seu alto custo de emissão e pela sua baixa circulação, esta moeda deixou de ser emitida em 2004. Entretanto, a moeda de um centavo ainda possui valor legal e podem ser usadas em transações monetárias, mesmo que não sejam mais emitidas.

## 1ª família (1994-1997)
As moedas de um centavo foram lançadas em 1994 e foram emitidas até 1997, sendo que sua emissão foi suprimida e em substituição começaram a ser emitidas as moedas da segunda família.
Esta moeda tinha 20 mm de diâmetro, 2,96 g de massa, 1,20 mm de espessura, o seu bordo era liso e era feito de aço inoxidável.

### Anverso
O anverso possuí a Efígie da República, o dístico "BRASIL" e ramos de louro estilizados.

### Reverso
O reverso apresenta o valor de face, o ano de produção da moeda e ramos de louro estilizados.

## 2ª família (1998-2004)

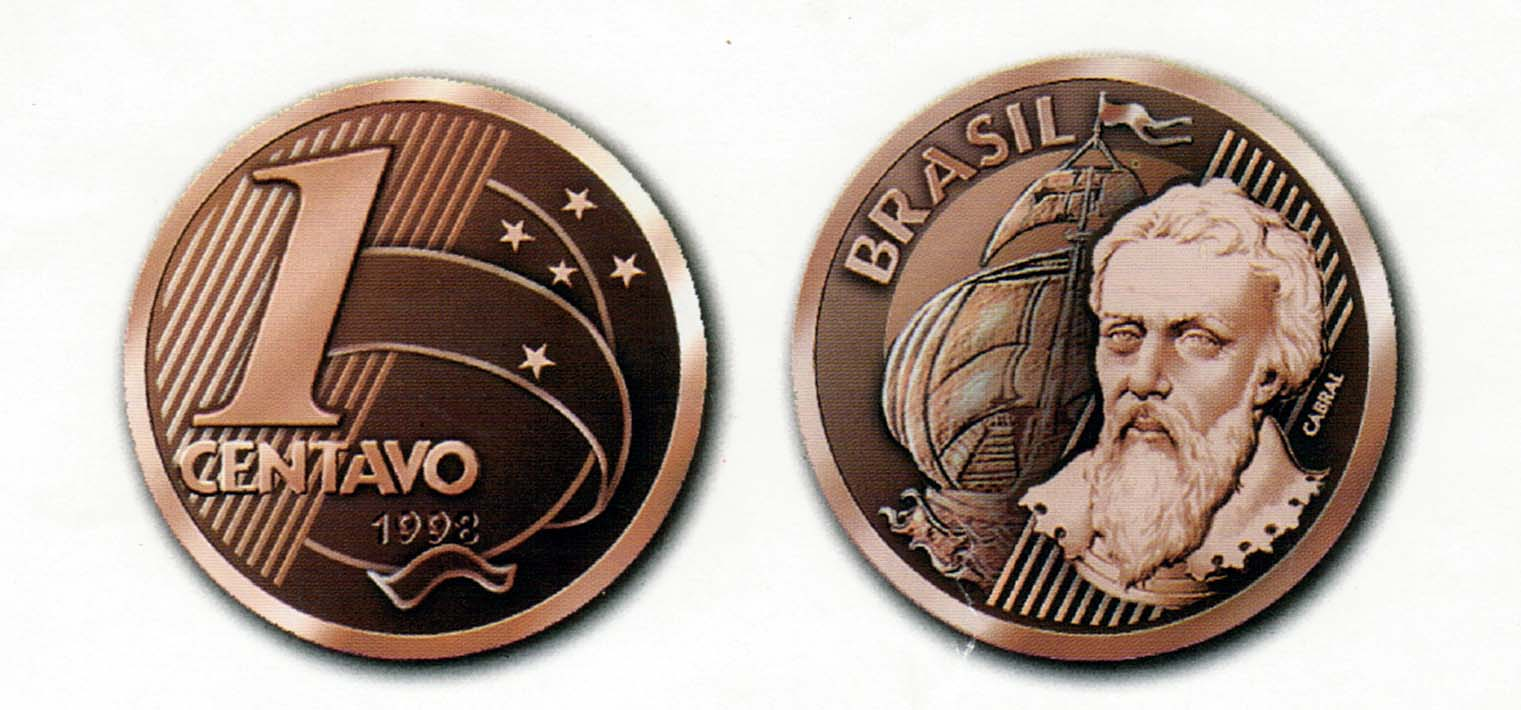
O padrão a partir de 1998.

As modificações das moedas de um centavo da 1ª família para a 2ª família foram muitas: o diâmetro encurtou de 20 para 17mm; a moeda passou a ficar mais leve, pois caiu de 2,96 para 2,43g; a moeda ficou mais espessa, pois subiu de 1,20 para 1,65 mm; a borda continuou lisa; e ela era feita de aço revestido de cobre e não mais de aço inoxidável.

### Anverso
O anverso apresenta a Efígie de Pedro Álvares Cabral, navegador português que, em 22 de abril de 1500, descobriu o Brasil. Apresenta também a representação de uma caravela portuguesa e os dísticos "BRASIL" e "CABRAL".

### Reverso
No reverso à esquerda, linhas diagonais de fundo dão destaque ao dístico correspondente ao valor facial, seguido dos dísticos "centavo" e o correspondente ao ano de cunhagem. Há também uma esfera sobreposta por uma faixa de júbilo, que, com a constelação do Cruzeiro do Sul, faz alusão ao Pavilhão Nacional.